# 勒隆日龙
勒隆日龙（法語：Le Longeron，法語發音：[lə lɔ̃ʒʁɔ̃]）是法国曼恩-卢瓦尔省的一个旧市镇，属于绍莱区。2015年12月15日，勒隆日龙和相邻的9个市镇合并为新市镇塞夫勒穆瓦讷（Sèvremoine）。

## 地理
勒隆日龙（47°1'5"N, 1°3'33"W）面积22.08 平方千米，位于法国卢瓦尔河地区大区曼恩-卢瓦尔省，该省份为法国西部内陆省份，大致对应安茹地区，北起顺时针与马耶讷省、萨尔特省、安德尔-卢瓦尔省、维埃纳省、德塞夫勒省、旺代省、大西洋卢瓦尔省和伊勒-维莱讷省接壤。
与勒隆日龙接壤的市镇（或旧市镇、城区）包括：拉罗马涅、圣克里斯托夫-迪布瓦、托尔富、塞夫尔河畔莫尔塔涅、圣欧班德索尔莫、蒂福日。

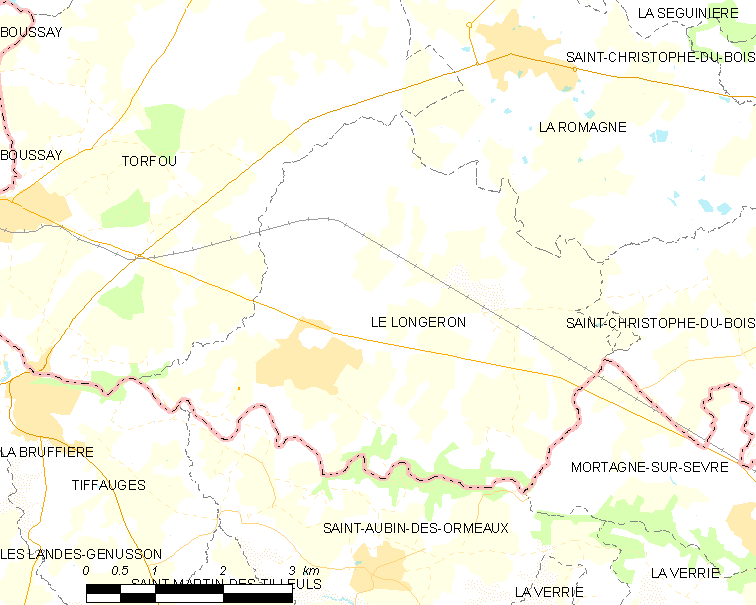
勒隆日龙的OSM定位图

勒隆日龙的时区为UTC+01:00、UTC+02:00（夏令时）。

## 行政
勒隆日龙的邮政编码为49710，INSEE市镇编码为49179。

## 政治
勒隆日龙所属的省级选区为塞夫勒穆瓦讷县。

## 人口

1962-2008年间勒隆日龙人口变化图示

勒隆日龙于2018年1月1日时的人口数量为2124人。